# A型主序星

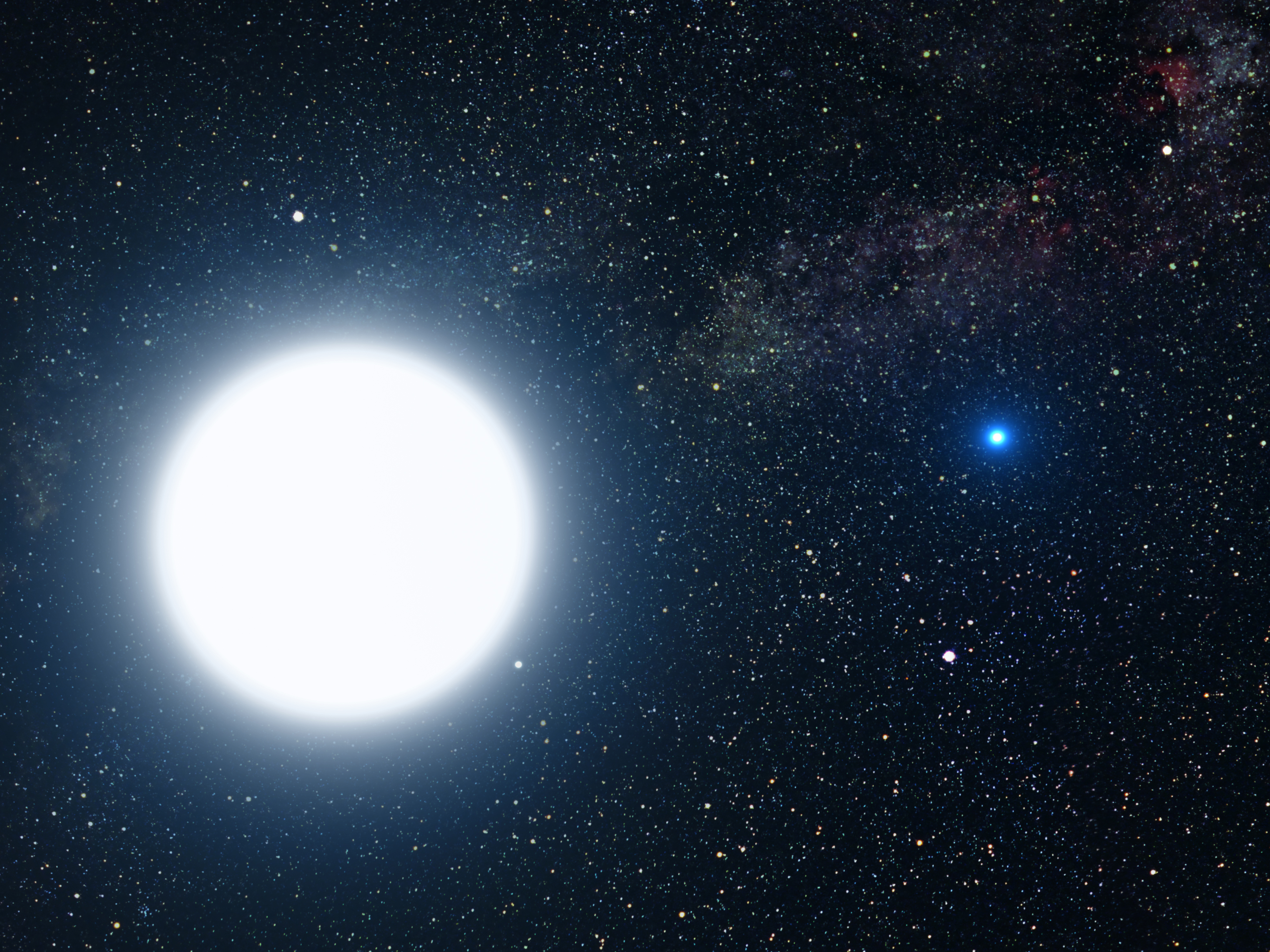
藝術家對聯星天狼星A和天狼星B的印象。天狼星A是一顆A型主序星，是兩者中較大的一顆。

A型主序星（AV星）或A矮星）是一顆主序星（燃燒氫的恆星），分類上屬於光譜類型A和光度類別V（數字的五）。這類恆星的光譜由強氫巴耳末吸收線定義。它們的質量在1.4 到 2.1太陽質量之間，表面的溫度在7,600到10,000K之間。在附近的亮星例子為牛郎星（A7V），天狼星A（A1V）和織女星（A0V）。A型主序星沒有對流層，因此預期不會有磁發電機。此外，由於它們沒有強烈的恆星風，它們缺乏產生X射線發射。

## 光譜標準星
| 光譜 類型 | 質量 (M☉) | 半徑 (R☉) | 光度 (L☉) | 有效 溫度 (K) | 色 指數 (B − V) |
| --------- | --------- | --------- | --------- | ------------- | --------------- |
| A0V       | 2.18      | 2.193     | 38.02     | 9,700         | 0.00            |
| A1V       | 2.05      | 2.136     | 30.90     | 9,300         | 0.04            |
| A2V       | 1.98      | 2.117     | 23.99     | 8,800         | 0.07            |
| A3V       | 1.93      | 1.861     | 16.98     | 8,600         | 0.10            |
| A4V       | 1.88      | 1.794     | 13.49     | 8,250         | 0.14            |
| A5V       | 1.86      | 1.785     | 12.30     | 8,100         | 0.16            |
| A6V       | 1.83      | 1.775     | 11.22     | 7,910         | 0.19            |
| A7V       | 1.81      | 1.750     | 10.00     | 7,760         | 0.21            |
| A8V       | 1.77      | 1.747     | 9.12      | 7,590         | 0.25            |
| A9V       | 1.75      | 1.747     | 8.32      | 7,400         | 0.27            |

修訂後的耶基斯圖集系統 列出了A型光譜矮星標準恆星的密集網格，但並非所有這些恆星都作為標準倖存至今。A型主序矮星中MK光譜分類系統的「錨點」和「匕首標準」，即那些多年來保持不變並可以考慮定義該系統的標準恆星，是織女星（A0 V）、天璣（大熊座γ，A0 V）和北落師門（南魚座α，A3 V）。摩根（Morgan）和基南（Keenan）對MK分類的開創性回顧（1973）沒有在A3 V和F2 V類型之間提供任何匕首標準。HD 23886在1978年被建議為A5 V的標準。
理查·格雷（Richard Gray）和羅伯特·加裡森（Robert Garrison）在1987年和1989年的兩篇論文中提供了對A矮星光譜序列的最新貢獻。他們列出了各種快速和緩慢旋轉的A型矮星光譜標準，包括HD 45320（A1 V）、HD 88955（A2 V）、長蛇座2（A7 V）、小獅座21（A7 V）和鯨魚座44（A9 V）。除了摩根的論文和格雷與加里森論文提供的MK標準外，人們偶爾也會看到獅子座δ（A4 V）被列為標準。沒有公佈的A6 V和A8 V標準星。

摩根-肯納光譜分類。

## 行星
A型恆星很年輕（通常只有幾億年的歷史），並且許多A型恆星發出的紅外線（IR）輻射超出了預期值。這種紅外過量可歸因於能形成行星的岩屑盤塵埃發射。
調查表明，大質量行星通常在A型恆星周圍形成，然而這些行星很難使用都卜勒光譜方法探測到。這是因為A型恒星通常旋轉得非常快，因此譜線非常寬，使得很難量測由軌道上的行星引起的微量都卜勒頻移。然而，這種類型的大質量恆星最終演化成一個更冷的紅巨星，其自轉速度較慢，因此可以使用逕向速度法進行測量。截至2011年初，在演化的K巨星周圍發現了大約30顆類木星行星，包括北河三（雙子座β）、少衛增八（仙王座γ）和左樞（天龍座ι）。圍繞各種恆星的都卜勒調查表明，大約每6顆質量是太陽兩倍的恆星中就有1顆被一顆或多顆木星大小的行星繞行著，而類太陽恆星的軌道上只有1/16。
已知有行星特徵的A型恒星系統包括HD 15082、老人增四（繪架座β）、 HR 8799和HD 95086。

## 例子
40光年以內：
| 名稱     | 恆星 類型 | 星座   | vis Mag | 質量 (M☉) | 半徑 (R☉)     | 光度 (L☉) | 距離 (ly)   |
| -------- | --------- | ------ | ------- | --------- | ------------- | --------- | ----------- |
| 天狼星   | A0mA1 Va  | 大犬座 | −1.47   | 2.063     | 1.711         | 25.4      | 8.60 ± 0.04 |
| 牛郎星   | A7 V      | 天鷹座 | 0.76    | 1.79      | 1.63–2.03     | 10.6      | 16.73       |
| 織女     | A0 Va     | 天琴座 | 0.026   | 2.135     | 2.362 × 2.818 | 40.12     | 25.04       |
| 北落師門 | A3 V      | 南魚座 | 1.17    | 1.91      | 1.84          | 16        | 25.1        |
| 五帝座一 | A3 V      | 獅子座 | 2.14    | 1.78      | 1.73          | 15        | 35.8        |
| 壘壁陣四 | A5 IV     | 摩羯座 | 2.83    | 2.0       | 1.91          | 11        | 38.6        |

壘壁陣四可能是一顆次巨星或巨星，牛郎星是一顆有爭議的次巨星。此外，天狼星是夜空中最亮的恆星。